# Leidelheim
Leidelheim ist einer der beiden historischen Bestandteile der heutigen Ortsgemeinde Hettenleidelheim im Landkreis Bad Dürkheim.

## Lage
Leidelheim bildete den Westen des Siedlungsgebiets der Ortsgemeinde. Einen Kilometer westlich befindet sich der Stumpfwald. Es ist baulich mit dem früheren Hettenheim zusammengewachsen; entsprechend ist eine räumliche Trennung nicht mehr möglich.

## Geschichte
Leidelheim wurde wie sämtliche andere auf -heim endende Ortschaften im 6. Jahrhundert gegründet. Die erste urkundliche Erwähnung fand im Jahr 1267 als Luttelheim statt, als ein Schiedsgericht bei einem Streit um ein Grundstück von Gerhardus, Arnoldus et Wilhelmus rustici de Luttelheim, übersetzt Die Bauern Gerhardus, Arnoldus und Wilhelmus aus Luttelheim sprach. 1481 wurde die Gemeinde als Lydelnheim bezeichnet, drei Jahre später Ludelnheim und 1555 schließlich als Leudelheim. Dietrich von Bettendorf veranlasste im Jahr 1556 den Zusammenschluss mit dem Nachbardorf Hettenheim zu einer Gemeinde. Dennoch wurden beide Dörfer bis Ende des 18. Jahrhunderts getrennt geführt. Erst 1828 etablierte sich der Ortsname „Hettenleidelheim“. Inzwischen wird Leidelheim nicht mehr als eigenständige Siedlung wahrgenommen.

## Infrastruktur
Noch im 16. Jahrhundert war das seinerzeit protestantische Leidelheim eine Filiale der Pfarrei von Wattenheim, samt der örtlichen St.-Peters-Kapelle, die sich an dem Standort befand auf dem später die heutige katholische Kirche errichtet wurde. Seinerzeit existierte zwischen Hettenheim und Leidelheim etwa einen Kilometer Land, das unbebaut war.